# بخش بوگلند، شهرستان پولک، مینه سوتا
بخش بوگلند (به انگلیسی: Bygland Township) یک منطقهٔ مسکونی در ایالات متحده آمریکا است که در شهرستان پولک، مینه‌سوتا واقع شده‌است.
 بخش بوگلند ۷۲٫۹ کیلومتر مربع مساحت و ۲۹۷ نفر جمعیت دارد و ۲۵۷ متر بالاتر از سطح دریا واقع شده‌است.